# Veneza (filme)
Veneza é um filme brasileiro do gênero drama de 2021. É dirigido e roteirizado por Miguel Falabella e traz Carmen Maura, Dira Paes, Eduardo Moscovis e Carol Castro nos personagens principais. Conta a história de uma senhora dona de um bordel que sonha em reencontrar seu único amor para lhe pedir perdão na cidade italiana Veneza.

## Sinopse
Gringa (Carmen Maura) é dona de um bordel no interior do Brasil. Ela tem um único sonho: reencontrar o único homem que amou. Mesmo cega e muito doente, ela planeja realizar seu último desejo de ir até Veneza para pedir o perdão de seu antigo amor, o qual ela abandonou há muito tempo. Para realizar a viagem até a Itália, Tonho (Eduardo Moscovis), Rita (Dira Paes), Madalena (Carol Castro) e as outras moças que trabalham para Gringa idealizam um fantástico plano.

## Elenco
- Carmen Maura como Gringa
- Dira Paes como Rita
- Eduardo Moscovis como Tonho
- Carol Castro como Madalena
- Caio Manhente como Julio
- Danielle Winits como Jerusa
- Magno Bandarz como Giácomo (jovem)
- Camila Vives como Gringa (jovem)
- Maria Eduarda de Carvalho como Janete
- Yuri Ribeiro como Ventoinha
- Roney Villela como Pai de Julio
- André Mattos como Mestre
- Carolina Virguez como Dora
- Laura Lobo como Mocinha
- Georgina Barbarossa como Madame Gigi

## Produção
A história do filme é adaptada da peça argentina Venecia, de Jorge Accame. É produzido por Julio Uchôa da Ananã Produções com coprodução da Globo Filmes e da FM Produções. Apesar de algumas cenas se passarem no interior do Brasil, as filmagens do filme ocorreram no Uruguai e na cidade de Veneza, na Itália.

## Recepção
O site "CinePop" avaliou o filme com 3.5 estrelas de 5, dizendo: "‘Veneza’ é um filme com tantas nuances de cores que elas literalmente preenchem a tela e enchem os nossos olhos. Sem perder o tom do teatro, o longa brasileiro encontra espaço para apontar as dificuldades dessas profissionais em conseguirem realizar suas ambições pessoais, mas, mesmo assim, ainda que na dificuldade, elas ainda encontram na sororidade uma forma de sobrevivência." O site "Estação Nerd" deu nota máxima de 5 estrelas ao filme: "Uma belíssima obra nacional que deve ser apreciada e para sempre eternizada, assim como os sonhos dos personagens.", já o "Papos de Cinema" deu 2.5 estrelas de 5, dizendo: "Falabella consegue emocionar com a delicadeza das costuras entre algumas situações, a grandeza que Carmen Maura impõe a Gringa, o carinho e a sintonia adquirida entre Carol Castro e Caio Manhente, ou uma decisão criativa de realização como o despudor sexual do filme, que trata os corpos de suas personagens com beleza e naturalidade e seus encontros carnais de maneira sincera, e como esses corpos são filmados, de maneira tão livre. Essa liberdade é exalada também por Veneza, um filme que ainda encontra uma forma particular de celebrar a arte circense de forma muito orgânica. Faltou pouco, Veneza, mas os defeitos e as qualidades saltam aos olhos, e acabam por marcar a produção."

## Lançamento
O filme conta com distribuição pela Imagem Filmes e teve sua estreia em 17 de junho de 2021, após o lançamento ser adiado em decorrência dos protocolos de segurança contra a COVID-19.
Em streaming, foi disponibilizado com exclusividade no Star+ em 15 de outubro de 2021.

## Prêmios e indicações
| Ano  | Festival                            | Categoria                    | Nomeações                                         | Resultado | Ref.   |
| ---- | ----------------------------------- | ---------------------------- | ------------------------------------------------- | --------- | ------ |
| 2019 | Festival de Cinema de Gramado       | Melhor Atriz Coadjuvante     | Carol Castro (empate com Soia Lira por Pacarrete) | Venceu    | [ 9 ]  |
| 2019 | Festival de Cinema de Gramado       | Melhor Direção de Arte       | Tulé Peak                                         | Venceu    | [ 9 ]  |
| 2019 | Los Angeles Brazilian Film Festival | Melhor Ator                  | Eduardo Moscovis                                  | Venceu    | [ 10 ] |
| 2019 | Los Angeles Brazilian Film Festival | Melhor Atriz Coadjuvante     | Carol Castro                                      | Venceu    | [ 10 ] |
| 2019 | Los Angeles Brazilian Film Festival | Melhor Ator Coadjuvante      | André Mattos                                      | Venceu    | [ 10 ] |
| 2019 | Los Angeles Brazilian Film Festival | Melhor Cinematografia        | Gustavo Hadba                                     | Venceu    | [ 10 ] |
| 2019 | Brazilian Film Festival of Miami    | Melhor Filme                 | Miguel Falabella                                  | Indicado  | [ 11 ] |
| 2019 | Brazilian Film Festival of Miami    | Melhor Roteiro               | Miguel Falabella                                  | Venceu    | [ 11 ] |
| 2019 | Brazilian Film Festival of Miami    | Melhor Atriz                 | Dira Paes                                         | Indicado  | [ 11 ] |
| 2019 | Brazilian Film Festival of Miami    | Melhor Ator                  | Eduardo Moscovis                                  | Indicado  | [ 11 ] |
| 2019 | Brazilian Film Festival of Miami    | Melhor Direção               | Miguel Falabella                                  | Indicado  | [ 11 ] |
| 2019 | Brazilian Film Festival of Miami    | Melhor Cinematografia        | Gustavo Hadba                                     | Indicado  | [ 11 ] |
| 2022 | Grande Prêmio do Cinema Brasileiro  | Melhor Atriz                 | Dira Paes                                         | Venceu    | [ 12 ] |
| 2022 | Grande Prêmio do Cinema Brasileiro  | Melhor Atriz Coadjuvante     | Carol Castro                                      | Indicada  | [ 12 ] |
| 2022 | Grande Prêmio do Cinema Brasileiro  | Melhor Maquiagem             | Martín Macías Trujillo                            | Venceu    | [ 12 ] |
| 2022 | Grande Prêmio do Cinema Brasileiro  | Melhor Roteiro Adaptado      | Miguel Falabella                                  | Indicado  | [ 12 ] |
| 2022 | Grande Prêmio do Cinema Brasileiro  | Melhor Direção de Fotografia | Gustavo Hadba, ABC                                | Indicado  | [ 12 ] |
| 2022 | Grande Prêmio do Cinema Brasileiro  | Melhor Direção de Arte       | Tulé Peake                                        | Indicado  | [ 12 ] |
| 2022 | Grande Prêmio do Cinema Brasileiro  | Melhor Figurino              | Bia Salgado                                       | Indicado  | [ 12 ] |
| 2022 | Grande Prêmio do Cinema Brasileiro  | Melhor Montagem – Ficção     | Diana Vasconcellos                                | Indicado  | [ 12 ] |
| 2022 | Grande Prêmio do Cinema Brasileiro  | Melhor Efeito Visual         | Luiz Adriano                                      | Indicado  | [ 12 ] |